# ファンシィダンス
『ファンシィダンス』は、岡野玲子による日本の漫画作品。また、それを原作とした映画のタイトルである。寺の跡取りの主人公が禅宗寺院で修行生活を送る模様を描いている。
漫画は1984年から1990年に『プチフラワー』に連載。1989年の第34回小学館漫画賞を受賞。なお連載時及び単行本・映画版のタイトルは「ファンシイ ダンス」であったが、小学館文庫版では「ファンシィダンス」と「イ」の文字が捨て仮名になっている。

## あらすじ
ロックバンドでボーカルを務める塩野陽平は、実は寺の跡取り息子。寺を継ぐために、禅寺に入って修行しなくてはならず、恋人の赤石真朱（まそほ）を後に残して、厳しい修行で知られる明軽寺に入山することになった。
剃髪した陽平は、外界とは何もかもが違う僧侶生活に戸惑いながらも、その俗な部分にも触れて次第に馴染んでいく。やがて、首座（）と呼ばれる修行僧のリーダーを命じられる陽平。これで寺を出るのが先に延びたと落ち込む陽平だが、修行僧同士の問答戦「法戦式」も乗り切り、晴れて下山。真朱とも再会を果たす。
しかし、寺院生活によって価値観の変わった陽平は外の生活になじめない。そんな陽平を見て、ついに真朱は別れることを決意する。

## 登場人物

### 塩野 陽平 (しおの ようへい)
アツシたち友人たちとバンドを組む青年。ボーカル。片思いの相手、赤石真朱と交際を始めるが、仲を深める前に、実家の寺を継ぐために明軽寺での修行に出ることになる。飄々とした性格で、何事もとことん楽しもうというポリシーの持ち主。寺でも人生を満喫し、様々なことに深く関わっていく。寺に入って2年目には、3ヶ月間修行僧のトップを務める首座の大役をまかされる。

### 赤石 真朱 (あかし まそほ)
塩野陽平の恋人。元カレ硫一から復縁を迫られるところを、陽平に助けられ、付き合うことになる。初登場時は女子大生だったが、陽平が明軽寺に修行へ行っている間に就職し社会人となる。クールな性格の美人。

## イメージ・アルバム
連載中の1988年11月21日にイメージ・アルバム『雲遊歌舞』がリリースされた。プロデュースは手塚真。
- 参加アーティスト
  - 伊武雅刀・サエキけんぞう・バカボン鈴木・鈴木さえ子・沖山優司・BAnaNA・鴻上尚史・OTO・成田忍・土屋昌巳・仙波清彦・赤城忠治・ケラ・Phonogenix・中沢新一・橋本一子・清田益章・森本レオ・岡野玲子

## 映画
1989年に大映で映画化された。監督は周防正行。成人映画『変態家族 兄貴の嫁さん』でデビューした周防にとっては、本作が一般向け映画の第1作となった。
映画化の時点では原作は完結していなかったため、陽平の法戦式までが描かれており、そこでさらに修行を言い渡されるという結末になっている。
撮影に当たっては主演の本木雅弘や美青年僧侶である晶慧を演じた甲田益也子など、多くの僧侶役の出演者が実際に剃髪している。また、撮影は北陸地方などの複数の寺院で行われた（原作の明軽寺のモデルは永平寺とされるが、永平寺では撮影していない）。
当時、本木はまだシブがき隊のイメージが強く、本作は映画初主演であった。坊主頭の僧侶という従来のイメージとは大きく異なる役に挑み、見事にこなしたことで俳優としての才能が評価されることになった。監督の周防は映画のパンフレットの中で、本木が本番撮影中にハプニングが起きた際、アドリブによってそれを乗り切ったエピソードを紹介している。
本作に出演した本木をはじめ、竹中直人、徳井優、田口浩正らは、その後も周防監督の映画に出演することになる。
好評価により続編が企画されたが、実現しなかった。

### スタッフ
- 監督・脚本：周防正行
- プロデューサー：桝井省志
- 製作者：山本洋
- 助監督：松本泰生、山川元、桜井宏明、小林英彦
- 撮影：長田勇市
- 編集：菊池純一
- 照明：長田達也
- 美術：大橋実
- 音楽：周防義和
- 主題歌：プリンセス プリンセス「恋に落ちたら」
- 音響効果：東洋音響（佐々木英世）
- 照明協力：石谷ライティングサービス
- 美術協力：日映美術
- MA：映広、アオイスタジオ
- ネガ編集：三陽編集室
- 現像：IMAGICA
- スタジオ：大映スタジオ
- 製作協力：大映映像

### 出演
塩野陽平
演 - 本木雅弘
実家が山寺の長男で、自身が将来寺を継げば十代目となる。冒頭では学生生活を送りながらボーカルとしてバンド活動してきた。卒業を機に渋々ながら実家の寺を継ぐことを決意し、住職の資格を取得するため浮雲山(ふうんざん)で700年の歴史を持つ明軽寺(めいけいじ)で1年間の予定で修行僧となる。目立つことが好きで美意識に関心が高く、女好きな一面や時々おちゃらけることがあるなど少々不真面目な性格。公務では、鐘つき(他の様々な鳴らしものを含む)を担当。質素な食事、古参からの厳しい指導、事細かに決められた様々な作法、座禅を組んでお経を唱えるというお寺ライフから自分なりの面白みを見出そうとする。
赤石真朱
演 - 鈴木保奈美
陽平の恋人で、これまでバンド活動をする彼を応援してきた。ほどなくしてOLになるがお茶くみ程度の仕事をさせられる日々が続く。ちなみに陽平の前の彼氏もバンド活動をしているため、自身はロックバンド好きな様子。冒頭で自身の知らぬ間に陽平が修行僧として山に籠もる生活を決めたことに不満を持ち、彼との恋人関係をやきもきしながら過ごす。その後陽平に会うため夏季休暇中に明軽寺に訪れる。

#### 仲間の修行僧たち
塩野郁生（いくお／いくしょう）
演 - 大沢健
陽平の弟。陽平から「体が弱くて忍耐力もあまりない」と言われており一見すると頼りなさそうだが、意外と要領が良く目上の人に媚びて自分が得をするよう上手く立ち回るなどちゃっかりした性格。細身でなかなかキレイな顔立ちをしているため、寺に来た女子高生3人のファンができたり、男色気味の古参からも気に入られている。将来の夢は、どこかの寺の娘の婿養子になり悠々自適に暮らすこと。公務は、飯炊きを担当。
笹木英峻（えいしゅん）
演 - 彦摩呂（幕末塾）
陽平と同期修行僧。関西人で常に関西弁で話す。京都の大きな寺の一人娘との逆玉の輿結婚をするため、僧侶になる条件を飲んで修行僧となった。愚痴は多いが、仲間の中では真面目な方。世渡り上手な郁生を羨むと同時に、深入りもせず大きな失敗もしない彼のやり方に感心する。3ヶ月頃に質素な食事、座禅、掃除、お経を上げるという同じ日々の繰り返しに疑問を持ち始める。公務は、焚き木集めを担当。
信田珍来（しなだちんらい）
演 - 田口浩正
陽平と同期修行僧。気が弱い性格だが神経質ではなく入門時に遅刻するなどだらしない所がある。とにかく食いしん坊で参拝者からの菓子折りを保管場所からこっそり盗み食いしたり、食べすぎて酔い潰れならぬ“食い潰れ”の状態になることがある。英峻からは内心「珍来なんて変な名前」と思われている。公務はおかずの調理を担当。

#### 古参たち
先輩修行僧のことで、後輩にあたる陽平たち修行僧に直接日々の作法や心構えなどを教え、間違いを正す立場。
北川光輝（こうき）
演 - 竹中直人
古参たちの中心的存在。陽平たち修行僧には常に見下したような話し方で冷たく接し先輩風を吹かせて厳しく指導にあたるが、位の高い僧侶たちには低姿勢で受け答えする。また自身や仲間には甘い性格で、余暇に自室で酒タバコを自由に口にしたり、街に托鉢に行った際サラリーマンを装ってキャバクラに行くなどしている。古参の中で唯一恋人がいることを鼻にかけている。公務は洗濯を担当。
良好
演 - 渡浩行
光輝と親しい古参。郁生が失敗をして晶慧の前で古参たちから指導を受けるシーンなどに登場。実は男色傾向にあり、華奢でかわいい所がある郁生を密かに気に入っている。公務は、飯炊きを担当。
慈安
演 - 近田和生
光輝と親しい古参。普段は主に晶慧の身の回りの世話をしている。ある時光輝と洗濯をしながら先輩僧侶たちの噂話をしていた所を郁生に立ち聞きされ、それをネタにたかられる。公務は洗濯を担当。
良好
演 - 徳井優
古参。
その他の古参
演 - 宮坂ひろし、ジーコ内山、大木戸真治、清田正浩、松本泰行、玉寄兼一郎
間違ったことをした修行僧には、光輝たちと同じく乱暴な言葉遣いを用いて警策で力いっぱい叩くなどの手厳しい指導方法を取っている。南拓然住職から「心外無法」の講義を受けたり、何かの儀式で経文が入った箱や見台を風を切って持ち運ぶなどしている。

#### 位の高い僧侶たち
晶慧（しょうえい）
演 - 甲田益也子
位の高い僧侶。古参の間で“浮雲山のロスマリネ”と呼ばれており、聡明で気品ある佇まいに郁生から憧れられている。非常に信心深く真面目な性格で他の古参たちとは違い修行僧にも優しく接する。いつも淡々と日常を行動しており感情を表に出すことはほとんどないが、寺を穢したり秩序を乱す者には厳しく対処する。肉、魚などの生臭物は嫌い。
寿流（じゅりゅう）
演 - 菅野菜保之
位の高い僧侶。寡黙で少々のことには動じない威厳のある人物。と、言うのは表向きで実は自室に家電製品を色々と所有したり下着はアニマルプリントのブリーフを着用するなど世俗的な考え方の持ち主。負けず嫌いな性格で密かに晶慧をライバル視している。普段は偉そうに振る舞い、ある時陽平を呼び出して自身のことは棚に上げて「俗世間の欲に溺れるな」と説教する。
南拓然住職
演 - 村上冬樹
明軽寺でも特に偉い僧侶。魚のいない池で釣りをしたり、屁の音「ブッ」と仏(ぶつ)をかけた説法を修行僧たちに教えるなど少々風変わりな所がある。本人は悠々自適にのんびりと過ごしているが、周りからするととらえどころがない人物と思われている模様。また、高齢ということもありカタカナ語を間違って覚えていたり、禅の時にうたた寝をすることがある。数ヶ月後陽平が自身の身の回りの世話をする役目となり2人で過ごす時間が増える。

#### 陽平と真朱の友人たち
アツシ
演 - みのすけ
陽平の友人でバンド仲間。バンドでは打楽器とギターを担当。冒頭で三流食品会社に就職する。陽平が修行僧になった数日後、社長からの指示で他の社員と共に精神鍛錬や礼儀を学ぶため明軽寺に研修に訪れる。その後陽平に黙って“明軽寺がゆ”という商品を作ろうとする。普段は、場違いな服を着てしまうことが多い。
ミチコ
演 - 吉田マリー
真朱の親友3人組の一人。いつもクールな感じでつっけんどんな話し方をしている。バンドを辞めて仏の道に入ることを決めた陽平の断髪式をバンド仲間たちと共に行う。真朱のバースデーパーティで陽平の写真付き携帯用観音開き“飛び出す仏壇”をプレゼントする。
たまこ
演 - 吉田裕美子
真朱の親友3人組の一人。元々3人ともバンドのファンなのかその日だけ真朱に付き添っただけかは不明だが、冒頭の陽平のバンド活動最後のコンサートに訪れ、客席でミチコと真朱の元カレの話をする。その後真朱たちと明軽寺に訪れる。
かなこ
演 - 浦江アキコ
真朱の親友3人組の一人。誕生日なのに陽平から連絡一つ寄越さなかった真朱を慰めるために、飲食店で女友達と共にバースデーパーティを開く。

#### その他の人たち
マドンナ
演 - 広岡由里子
「マドンナ」はあだ名であり、本名は不明。古参たちのアイドル的存在とされる。普段はお寺にお墓参りに来る自身の祖母の付き添いなどをしている。光輝とこっそり付き合っており、他の僧侶たちに見つかってもいいように表向き“墓参りする女性と案内する僧侶”のフリをしてデート気分を味わう。
お婆さん
演 - 原ひさ子
よく明軽寺にお墓参りに来ている様子。段差で手を引いてくれた光輝にお礼を言う。
女性レポーター
演 - 河合美智子
とあるテレビ番組のリポーター。明軽寺に取材に訪れ、仏教を信仰する外国人僧侶にインタビューし、続けて陽平に寺でのトイレの作法について話を聞く。
塩野厳生
演 - 宮琢磨
陽平の父。塩野家の婿養子として僧侶となり寺を継いでいる。郁生の修行に行く前に「後を継ぐ決心をした陽平に見つかるなよ」と告げる。檀家とカラオケをしたりお気楽な住職生活を楽しんでいる。
塩野静子
演 - 宮本信子（友情出演）
陽平の母。厳生の妻。陽平が寺を継ぐ決心をし、住職になる資格を得るために修行僧になってくれたことを喜ぶ。自宅では息子たちと同じ名前を付けた2匹の子犬を飼っている。
硫一（りゅういち）
演 - 大槻ケンヂ
真朱の元カレ。ミッション系の元大学に通っていた。アツシによると「以前はショボいロックをやっていた」とのこと。禅の修行中の陽平の妄想に登場し、真朱を取り合い仏教に関する言葉を用いて口撃してきた彼に、キリスト教に関連する言葉で応戦する。
バンド
演 - 東京スカパラダイスオーケストラ
陽平のバンド仲間。冒頭でボーカルの陽平と共に曲を演奏し、直後に彼の断髪式を見守る。その後真朱の誕生日に女友達と共に客として訪れた飲食店で演奏する。
社員
演 - 柄本明（秋山）、蛭子能収、岩松了、小形雄二、河田裕史、佐藤恒治（石田）、布施絵里（現・ふせえり）、岡本弥生
真朱の職場の社員たち。夏のある日を境に、お気楽OLだった真朱が仕事に励みだしたため変化に驚く。後日、明軽寺の僧侶たちの日常を取材したテレビ番組を皆で視聴する。
飛行機の乗客
演 - 大杉漣（友情出演）
郁生の隣の席の客。関西弁を話す。寺で修行することになった塩野兄弟と偶然出会い、2人に感心して持っていた団子を食べるよう勧める。

### 劇中曲
- 「若者たち」

作詞：藤田敏雄、作曲：佐藤勝、編曲・演奏：東京スカパラダイスオーケストラ
本作の冒頭で陽平のバンド活動最後のライヴでギターの伴奏で彼が静かに1番を歌った後、2番からバンドの伴奏でハイテンションで歌う。
- 「行雲流水」

作詞：周防正行、作曲：朝倉弘一・北原雅彦、編曲・演奏：東京スカパラダイスオーケストラ
上記のライヴ途中に剃髪して戻ってきた陽平がバンドの演奏に合わせて歌う。
- 「ホリデイ」

作曲：北原雅彦、編曲・演奏：東京スカパラダイスオーケストラ
真朱のバースデーパーティの時に彼女たちが行った飲食店のステージで、客を楽しませるためバンドが演奏する。

### ロケ地
- 放光寺（山梨県甲州市・真言宗智山派）
- 大乗寺（石川県金沢市・曹洞宗）
- 瑞泉寺（富山県南砺市・真宗大谷派）